# Jason Quintal
Jason Quintal (* 13. Oktober 1987 auf der Norfolkinsel) ist ein Badmintonspieler von der Norfolkinsel. 

## Karriere
Jason Quintal repräsentierte seinen Verband bei den Commonwealth Games 2014, wobei er mit dem Team und im Herreneinzel am Start war. Mit dem Team wurde er in der Vorrunde Gruppenletzter. Im Einzel schied er in der ersten Runde gegen Dakeil Thorpe aus und wurde somit 33. in der Endabrechnung.